# Fort Shaw
Fort Shaw és una concentració de població designada pel cens dels Estats Units a l'estat de Montana. Segons el cens del 2000 tenia 274 habitants.

## Demografia
Segons el cens del 2000, Fort Shaw tenia 274 habitants, 101 habitatges, i 73 famílies. La densitat de població era de 18,8 habitants per km².
Dels 101 habitatges en un 34,7% hi vivien nens de menys de 18 anys, en un 59,4% hi vivien parelles casades, en un 7,9% dones solteres, i en un 27,7% no eren unitats familiars. En el 25,7% dels habitatges hi vivien persones soles el 12,9% de les quals corresponia a persones de 65 anys o més que vivien soles. El nombre mitjà de persones vivint en cada habitatge era de 2,7 i el nombre mitjà de persones que vivien en cada família era de 3,32.
Per edats la població es repartia de la següent manera: un 29,6% tenia menys de 18 anys, un 6,2% entre 18 i 24, un 25,9% entre 25 i 44, un 25,5% de 45 a 60 i un 12,8% 65 anys o més.
L'edat mediana era de 38 anys. Per cada 100 dones de 18 o més anys hi havia 105,3 homes.
La renda mediana per habitatge era de 36.250 $ i la renda mediana per família de 45.357 $. Els homes tenien una renda mediana de 34.688 $ mentre que les dones 16.250 $. La renda per capita de la població era de 17.381 $. Aproximadament el 7,4% de les famílies i el 9,3% de la població estaven per davall del llindar de pobresa.

## Poblacions més properes
El següent diagrama mostra les poblacions més properes.